# Pteropus anetianus
Pteropus anetianus is een vleermuis uit het geslacht Pteropus.

## Kenmerken
Pteropus anetianus is een middelgrote vleerhond. De kleur is variabel, maar meestal geelachtig. Er is geen staart. De kop-romplengte bedraagt 155 tot 205 mm, de voorarmlengte 130 tot 135 mm, de oorlengte 23,7 tot 26,0 mm en het gewicht 280 tot 440 g.

## Leefwijze
Deze soort vormt kleine, stille kolonies. De paartijd is van oktober tot januari en jongen worden geboren in augustus en september. Mannetjes zijn geslachtsrijp bij een gewicht van 325 g, vrouwtjes bij 300 g. Deze vleermuis eet allerlei fruit en bloemen.

## Ondersoorten
Deze soort heeft de volgende ondersoorten:
- P. a. aorensis Lawrence, 1945 (Aore en Espiritu Santo)
- P. a. anetianus Gray, 1870 (Anatom en Erromango)
- P. a. bakeri Thomas, 1925 (Efate, Emao en Nguna)
- P. a. banksiana Sanbron, 1930 (Ureparapara en Vanua Lava)
- P. a. eotinus Andersen, 1913 (Malakula en Malo)
- P. a. motalavae Felten & Kock, 1972 (Mota Lava)
- P. a. pastoris Felten & Kock, 1972 (Emae en Tongoa)

## Verspreiding
Deze soort komt voor in Vanuatu. Daar is hij gevonden op de eilanden Ambrym, Anatom, Aore, Efate, Emae, Emao, Epi, Erromango, Espiritu Santo, Lopevi, Maewo, Malakula, Malo, Mota Lava, Nguna, Pentecost, Santa Maria, Tongoa, Ureparapara en Vanua Lava.